# Georges Wilson
Georges Wilson (Champigny-sur-Marne, 16 d'octubre de 1921 – Rambouillet, 3 febrer de 2010) va ser un actor francès de cinema i televisió. És el pare d'actor francès Lambert Wilson.

## Biografia
Wilson va néixer a Champigny-sur-Marne, Sena (ara Val-de-Marne) com a fill il·legítim de pare francès i  mare irlandesa. El seu cognom professional, Wilson, deriva de la seva àvia irlandesa; el seu nom de naixement no ha estat fet públic.
Va ser nominat per un BAFTA, i també nomenat per un Premi César. L'última pel·lícula de Georges Wilson va ser Mesrine: Public Enemy Number One.
De 1963 a 1972 Georges Wilson va ser el director del Théâtre nacional de Chaillot (anteriorment conegut com a Théâtre Nacional Populaire).
Georges Wilson va morir a Rambouillet el 2010, amb 88 anys, de causes desconegudes.

## Filmografia
- Les Hussards (1955)
- Una absència tan llarga (Une aussi longue absence) (1961)
- Tintín i el misteri del toisó d'or (1961) - Capità Haddock[3]
- The Longest Day (1962) - tan Alexandre Renaud
- El diable i els Deu Manaments (Le Diable et les Dix Commandements) (1962)
- Cadira de poule (1963)
- Faites sauter la banque! (1964)
- C'era una volta (1967)
- Max i els traficants de ferralla (Max et les Ferrailleurs) (1971)
- La violenza: quinto potere (1972)
- No Tortura un Duckling (1972)
- Els tres mosqueters (The Three Musketeers) (1973)
- L'Edat Pacífica (1974)
- Senyora Oscar (1979)
- El cavall de l'orgull (Le cheval d'orgueil) (1980)
- Le Bar du téléphone (1980)

## Premis i nominacions

### Nominacions
- 1963: BAFTA al millor actor estranger per Una absència tan llarga
- 2006: César al millor actor secundari per Je ne suis pas là pour être aimé